# Phymata noualhieri
Phymata noualhieri är en insektsart som beskrevs av Anton Handlirsch 1897. Phymata noualhieri ingår i släktet Phymata och familjen rovskinnbaggar. Inga underarter finns listade i Catalogue of Life.